# Tour de Sibiu 2017
La 7.ª edición del Tour de Sibiu (oficialmente: Sibiu Cycling Tour) se celebró en el distrito de Sibiu en Rumania entre el 5 y el 9 de julio de 2017 con inicio y final en la ciudad de Sibiu. El recorrido consistió de un prólogo y 4 etapas sobre una distancia total de 734 km.
La prueba hizo parte del UCI Europe Tour 2017 dentro de la categoría 2.1 y fue ganada por el ciclista colombiano Egan Bernal del equipo Androni Giocattoli-Sidermec. El podio lo completaron el ciclistas suizos Colin Stüssi y Valentin Baillifard del equipo Roth-Akros.

## Equipos participantes
Tomaron parte en la carrera 20 equipos de los cuales 3 fueron de categoría Profesional Continental, 16 de categoría Continental y 1 selección nacional, quienes conformaron un pelotón de 112 ciclistas de los que terminaron 93.
| Equipos continentales profesionales (3)- Androni Giocattoli - CCC Sprandi Polkowice - UnitedHealthcare Equipos continentales (16)- 0711/Cycling - Adria Mobil - Bike Aid - ColoQuick-Cult - D'Amico-Utensilnord - Differdange-Losch - Dukla Banská Bystrica - Giant-Castelli - GM Europa Ovini - Hurom - Team Illuminate - Monkey Town Continental - Roth-Akros - Tusnad - Unieuro Trevigiani-Hemus 1896 - Christina Jewelry-Kuma p/b Officine Mattio Equipo nacional- Rumania |
| |

## Recorrido
El Tour de Sibiu dispuso de un prólogo y 4 etapas para un recorrido total de 441,2 km.
| Etapa     | Fecha    | Recorrido          | type                    | Distancia (km) | Ganador              | Líder         |
| --------- | -------- | ------------------ | ----------------------- | -------------- | -------------------- | ------------- |
| Prólogo   | 5 de jul | Sibiu – Sibiu      | contrarreloj individual | 2,3            | Andrea Palini        | Andrea Palini |
| 1.ª etapa | 6 de jul | Sibiu – Sibiu      | etapa llana             | 211,8          | Edwin Ávila          | Edwin Ávila   |
| 2.ª etapa | 7 de jul | Sibiu – Lago Bâlea | etapa de media montaña  | 160            | Egan Bernal          | Egan Bernal   |
| 3.ª etapa | 8 de jul | Sibiu – Păltiniș   | etapa de montaña        | 211,5          | Egan Bernal          | Egan Bernal   |
| 4.ª etapa | 9 de jul | Sibiu – Sibiu      | etapa llana             | 148,4          | Eduard-Michael Grosu | Egan Bernal   |

## Desarrollo de la carrera

### Prólogo
| \| Clasificación de la etapa \| Clasificación de la etapa \| Clasificación de la etapa \| Clasificación de la etapa \| Clasificación de la etapa \| \| Ciclista \| Ciclista \| Equipo \| Tiempo \| \| \| ------------------------- \| ------------------------- \| --------------------------- \| ------------------------- \| ------------------------- \| \| 1.º \| Andrea Palini \| Androni-Sidermec-Bottecchia \| 3 min 07 s \| \| \| 2.º \| Luca Pacioni \| Androni-Sidermec-Bottecchia \| + 2 s \| \| \| 3.º \| Carlos Eduardo Alzate \| UnitedHealthcare \| + 4 s \| \| \| 4.º \| Maciej Paterski \| CCC Sprandi Polkowice \| + 5 s \| \| \| 5.º \| Fabio Tommassini \| D'Amico-Utensilnord \| + 5 s \| \| \| 6.º \| Nicklas Pedersen \| Giant-Castelli \| + 5 s \| \| \| 7.º \| Łukasz Owsian \| CCC Sprandi Polkowice \| + 5 s \| \| \| 8.º \| Raffaello Bonusi \| Androni-Sidermec-Bottecchia \| + 6 s \| \| \| 9.º \| Joris Blokker \| Monkey Town Continental \| + 6 s \| \| \| 10.º \| Krisztián Lovassy \| Differdange-Losch \| + 6 s \| \| |                       |                             |            |
| |                       |                             |            |
| |                       |                             |            |
| Clasificación de la etapa |                       |                             |            |
| Ciclista | Ciclista              | Equipo                      | Tiempo     |
| 1.º | Andrea Palini         | Androni-Sidermec-Bottecchia | 3 min 07 s |
| 2.º | Luca Pacioni          | Androni-Sidermec-Bottecchia | + 2 s      |
| 3.º | Carlos Eduardo Alzate | UnitedHealthcare            | + 4 s      |
| 4.º | Maciej Paterski       | CCC Sprandi Polkowice       | + 5 s      |
| 5.º | Fabio Tommassini      | D'Amico-Utensilnord         | + 5 s      |
| 6.º | Nicklas Pedersen      | Giant-Castelli              | + 5 s      |
| 7.º | Łukasz Owsian         | CCC Sprandi Polkowice       | + 5 s      |
| 8.º | Raffaello Bonusi      | Androni-Sidermec-Bottecchia | + 6 s      |
| 9.º | Joris Blokker         | Monkey Town Continental     | + 6 s      |
| 10.º | Krisztián Lovassy     | Differdange-Losch           | + 6 s      |

| \| Clasificación general \| Clasificación general \| Clasificación general \| Clasificación general \| Clasificación general \| \| Ciclista \| Ciclista \| Equipo \| Tiempo \| \| \| --------------------- \| --------------------- \| --------------------------- \| --------------------- \| --------------------- \| \| 1.º \| Andrea Palini \| Androni-Sidermec-Bottecchia \| 3 min 07 s \| \| \| 2.º \| Luca Pacioni \| Androni-Sidermec-Bottecchia \| + 2 s \| \| \| 3.º \| Carlos Eduardo Alzate \| UnitedHealthcare \| + 4 s \| \| \| 4.º \| Maciej Paterski \| CCC Sprandi Polkowice \| + 5 s \| \| \| 5.º \| Fabio Tommassini \| D'Amico-Utensilnord \| + 5 s \| \| \| 6.º \| Nicklas Pedersen \| Giant-Castelli \| + 5 s \| \| \| 7.º \| Łukasz Owsian \| CCC Sprandi Polkowice \| + 5 s \| \| \| 8.º \| Raffaello Bonusi \| Androni-Sidermec-Bottecchia \| + 6 s \| \| \| 9.º \| Joris Blokker \| Monkey Town Continental \| + 6 s \| \| \| 10.º \| Krisztián Lovassy \| Differdange-Losch \| + 6 s \| \| |                       |                             |            |
| |                       |                             |            |
| |                       |                             |            |
| Clasificación general |                       |                             |            |
| Ciclista | Ciclista              | Equipo                      | Tiempo     |
| 1.º | Andrea Palini         | Androni-Sidermec-Bottecchia | 3 min 07 s |
| 2.º | Luca Pacioni          | Androni-Sidermec-Bottecchia | + 2 s      |
| 3.º | Carlos Eduardo Alzate | UnitedHealthcare            | + 4 s      |
| 4.º | Maciej Paterski       | CCC Sprandi Polkowice       | + 5 s      |
| 5.º | Fabio Tommassini      | D'Amico-Utensilnord         | + 5 s      |
| 6.º | Nicklas Pedersen      | Giant-Castelli              | + 5 s      |
| 7.º | Łukasz Owsian         | CCC Sprandi Polkowice       | + 5 s      |
| 8.º | Raffaello Bonusi      | Androni-Sidermec-Bottecchia | + 6 s      |
| 9.º | Joris Blokker         | Monkey Town Continental     | + 6 s      |
| 10.º | Krisztián Lovassy     | Differdange-Losch           | + 6 s      |

### 1.ª etapa
| \| Clasificación de la etapa \| Clasificación de la etapa \| Clasificación de la etapa \| Clasificación de la etapa \| Clasificación de la etapa \| \| Ciclista \| Ciclista \| Equipo \| Tiempo \| \| \| ------------------------- \| ------------------------- \| ----------------------------- \| ------------------------- \| ------------------------- \| \| 1.º \| Edwin Ávila \| Illuminate \| 5 h 01 min 57 s \| \| \| 2.º \| Eduard-Michael Grosu \| Rumania \| + 43 s \| \| \| 3.º \| Simone Ponzi \| CCC Sprandi Polkowice \| + 43 s \| \| \| 4.º \| Fabio Tommassini \| D'Amico-Utensilnord \| + 43 s \| \| \| 5.º \| Nicklas Pedersen \| Giant-Castelli \| + 43 s \| \| \| 6.º \| Andrea Palini \| Androni-Sidermec-Bottecchia \| + 43 s \| \| \| 7.º \| Antonio Parrinello \| GM Europa Ovini \| + 43 s \| \| \| 8.º \| Meron Teshome \| Bike Aid \| + 43 s \| \| \| 9.º \| Nicolás Tivani \| Unieuro Trevigiani-Hemus 1896 \| + 43 s \| \| \| 10.º \| Nicola Toffali \| \| + 43 s \| \| |                      |                               |                 |
| |                      |                               |                 |
| |                      |                               |                 |
| Clasificación de la etapa |                      |                               |                 |
| Ciclista | Ciclista             | Equipo                        | Tiempo          |
| 1.º | Edwin Ávila          | Illuminate                    | 5 h 01 min 57 s |
| 2.º | Eduard-Michael Grosu | Rumania                       | + 43 s          |
| 3.º | Simone Ponzi         | CCC Sprandi Polkowice         | + 43 s          |
| 4.º | Fabio Tommassini     | D'Amico-Utensilnord           | + 43 s          |
| 5.º | Nicklas Pedersen     | Giant-Castelli                | + 43 s          |
| 6.º | Andrea Palini        | Androni-Sidermec-Bottecchia   | + 43 s          |
| 7.º | Antonio Parrinello   | GM Europa Ovini               | + 43 s          |
| 8.º | Meron Teshome        | Bike Aid                      | + 43 s          |
| 9.º | Nicolás Tivani       | Unieuro Trevigiani-Hemus 1896 | + 43 s          |
| 10.º | Nicola Toffali       |                               | + 43 s          |

| \| Clasificación general \| Clasificación general \| Clasificación general \| Clasificación general \| Clasificación general \| \| Ciclista \| Ciclista \| Equipo \| Tiempo \| \| \| --------------------- \| --------------------- \| --------------------------- \| --------------------- \| --------------------- \| \| 1.º \| Edwin Ávila \| Illuminate \| 5 h 04 min 55 s \| \| \| 2.º \| Andrea Palini \| Androni-Sidermec-Bottecchia \| + 52 s \| \| \| 3.º \| Eduard-Michael Grosu \| Rumania \| + 54 s \| \| \| 4.º \| Luca Pacioni \| Androni-Sidermec-Bottecchia \| + 54 s \| \| \| 5.º \| Simone Ponzi \| CCC Sprandi Polkowice \| + 56 s \| \| \| 6.º \| Carlos Eduardo Alzate \| UnitedHealthcare \| + 56 s \| \| \| 7.º \| Fabio Tommassini \| D'Amico-Utensilnord \| + 57 s \| \| \| 8.º \| Nicklas Pedersen \| Giant-Castelli \| + 57 s \| \| \| 9.º \| Maciej Paterski \| CCC Sprandi Polkowice \| + 57 s \| \| \| 10.º \| Łukasz Owsian \| CCC Sprandi Polkowice \| + 57 s \| \| |                       |                             |                 |
| |                       |                             |                 |
| |                       |                             |                 |
| Clasificación general |                       |                             |                 |
| Ciclista | Ciclista              | Equipo                      | Tiempo          |
| 1.º | Edwin Ávila           | Illuminate                  | 5 h 04 min 55 s |
| 2.º | Andrea Palini         | Androni-Sidermec-Bottecchia | + 52 s          |
| 3.º | Eduard-Michael Grosu  | Rumania                     | + 54 s          |
| 4.º | Luca Pacioni          | Androni-Sidermec-Bottecchia | + 54 s          |
| 5.º | Simone Ponzi          | CCC Sprandi Polkowice       | + 56 s          |
| 6.º | Carlos Eduardo Alzate | UnitedHealthcare            | + 56 s          |
| 7.º | Fabio Tommassini      | D'Amico-Utensilnord         | + 57 s          |
| 8.º | Nicklas Pedersen      | Giant-Castelli              | + 57 s          |
| 9.º | Maciej Paterski       | CCC Sprandi Polkowice       | + 57 s          |
| 10.º | Łukasz Owsian         | CCC Sprandi Polkowice       | + 57 s          |

### 2.ª etapa
| \| Clasificación de la etapa \| Clasificación de la etapa \| Clasificación de la etapa \| Clasificación de la etapa \| Clasificación de la etapa \| \| Ciclista \| Ciclista \| Equipo \| Tiempo \| \| \| ------------------------- \| ------------------------- \| --------------------------- \| ------------------------- \| ------------------------- \| \| 1.º \| Egan Bernal \| Androni-Sidermec-Bottecchia \| 4 h 10 min 28 s \| \| \| 2.º \| Colin Stüssi \| Roth-Akros \| + 1 min 22 s \| \| \| 3.º \| Jonathan Clarke \| UnitedHealthcare \| + 1 min 24 s \| \| \| 4.º \| Valentin Baillifard \| Roth-Akros \| + 1 min 25 s \| \| \| 5.º \| Ettore Carlini \| D'Amico-Utensilnord \| + 1 min 33 s \| \| \| 6.º \| Cristian Raileanu \| Differdange-Losch \| + 1 min 36 s \| \| \| 7.º \| Janier Acevedo \| UnitedHealthcare \| + 1 min 38 s \| \| \| 8.º \| Antonio Parrinello \| GM Europa Ovini \| + 1 min 38 s \| \| \| 9.º \| Roland Thalmann \| Roth-Akros \| + 1 min 40 s \| \| \| 10.º \| Ziga Groselj \| Adria Mobil \| + 1 min 42 s \| \| |                     |                             |                 |
| |                     |                             |                 |
| |                     |                             |                 |
| Clasificación de la etapa |                     |                             |                 |
| Ciclista | Ciclista            | Equipo                      | Tiempo          |
| 1.º | Egan Bernal         | Androni-Sidermec-Bottecchia | 4 h 10 min 28 s |
| 2.º | Colin Stüssi        | Roth-Akros                  | + 1 min 22 s    |
| 3.º | Jonathan Clarke     | UnitedHealthcare            | + 1 min 24 s    |
| 4.º | Valentin Baillifard | Roth-Akros                  | + 1 min 25 s    |
| 5.º | Ettore Carlini      | D'Amico-Utensilnord         | + 1 min 33 s    |
| 6.º | Cristian Raileanu   | Differdange-Losch           | + 1 min 36 s    |
| 7.º | Janier Acevedo      | UnitedHealthcare            | + 1 min 38 s    |
| 8.º | Antonio Parrinello  | GM Europa Ovini             | + 1 min 38 s    |
| 9.º | Roland Thalmann     | Roth-Akros                  | + 1 min 40 s    |
| 10.º | Ziga Groselj        | Adria Mobil                 | + 1 min 42 s    |

| \| Clasificación general \| Clasificación general \| Clasificación general \| Clasificación general \| Clasificación general \| \| Ciclista \| Ciclista \| Equipo \| Tiempo \| \| \| --------------------- \| --------------------- \| --------------------------- \| --------------------- \| --------------------- \| \| 1.º \| Egan Bernal \| Androni-Sidermec-Bottecchia \| 9 h 16 min 16 s \| \| \| 2.º \| Colin Stüssi \| Roth-Akros \| + 1 min 25 s \| \| \| 3.º \| Jonathan Clarke \| UnitedHealthcare \| + 1 min 33 s \| \| \| 4.º \| Valentin Baillifard \| Roth-Akros \| + 1 min 36 s \| \| \| 5.º \| Janier Acevedo \| UnitedHealthcare \| + 1 min 46 s \| \| \| 6.º \| Simone Ponzi \| CCC Sprandi Polkowice \| + 1 min 46 s \| \| \| 7.º \| Roland Thalmann \| Roth-Akros \| + 1 min 49 s \| \| \| 8.º \| Ettore Carlini \| D'Amico-Utensilnord \| + 1 min 50 s \| \| \| 9.º \| Ziga Groselj \| Adria Mobil \| + 1 min 55 s \| \| \| 10.º \| Marco Tizza \| GM Europa Ovini \| + 2 min 04 s \| \| |                     |                             |                 |
| |                     |                             |                 |
| |                     |                             |                 |
| Clasificación general |                     |                             |                 |
| Ciclista | Ciclista            | Equipo                      | Tiempo          |
| 1.º | Egan Bernal         | Androni-Sidermec-Bottecchia | 9 h 16 min 16 s |
| 2.º | Colin Stüssi        | Roth-Akros                  | + 1 min 25 s    |
| 3.º | Jonathan Clarke     | UnitedHealthcare            | + 1 min 33 s    |
| 4.º | Valentin Baillifard | Roth-Akros                  | + 1 min 36 s    |
| 5.º | Janier Acevedo      | UnitedHealthcare            | + 1 min 46 s    |
| 6.º | Simone Ponzi        | CCC Sprandi Polkowice       | + 1 min 46 s    |
| 7.º | Roland Thalmann     | Roth-Akros                  | + 1 min 49 s    |
| 8.º | Ettore Carlini      | D'Amico-Utensilnord         | + 1 min 50 s    |
| 9.º | Ziga Groselj        | Adria Mobil                 | + 1 min 55 s    |
| 10.º | Marco Tizza         | GM Europa Ovini             | + 2 min 04 s    |

### 3.ª etapa
| \| Clasificación de la etapa \| Clasificación de la etapa \| Clasificación de la etapa \| Clasificación de la etapa \| Clasificación de la etapa \| \| Ciclista \| Ciclista \| Equipo \| Tiempo \| \| \| ------------------------- \| ------------------------- \| --------------------------- \| ------------------------- \| ------------------------- \| \| 1.º \| Egan Bernal \| Androni-Sidermec-Bottecchia \| 5 h 41 min 26 s \| \| \| 2.º \| Colin Stüssi \| Roth-Akros \| + 11 s \| \| \| 3.º \| Cristian Raileanu \| Differdange-Losch \| + 21 s \| \| \| 4.º \| Marco Tizza \| GM Europa Ovini \| + 25 s \| \| \| 5.º \| Valentin Baillifard \| Roth-Akros \| + 29 s \| \| \| 6.º \| Jonathan Clarke \| UnitedHealthcare \| + 34 s \| \| \| 7.º \| Federico Canuti \| D'Amico-Utensilnord \| + 45 s \| \| \| 8.º \| Gabriel Reguero \| Differdange-Losch \| + 1 min 51 s \| \| \| 9.º \| Nikodemus Holler \| Bike Aid \| + 2 min 00 s \| \| \| 10.º \| Simone Ponzi \| CCC Sprandi Polkowice \| + 2 min 00 s \| \| |                     |                             |                 |
| |                     |                             |                 |
| |                     |                             |                 |
| Clasificación de la etapa |                     |                             |                 |
| Ciclista | Ciclista            | Equipo                      | Tiempo          |
| 1.º | Egan Bernal         | Androni-Sidermec-Bottecchia | 5 h 41 min 26 s |
| 2.º | Colin Stüssi        | Roth-Akros                  | + 11 s          |
| 3.º | Cristian Raileanu   | Differdange-Losch           | + 21 s          |
| 4.º | Marco Tizza         | GM Europa Ovini             | + 25 s          |
| 5.º | Valentin Baillifard | Roth-Akros                  | + 29 s          |
| 6.º | Jonathan Clarke     | UnitedHealthcare            | + 34 s          |
| 7.º | Federico Canuti     | D'Amico-Utensilnord         | + 45 s          |
| 8.º | Gabriel Reguero     | Differdange-Losch           | + 1 min 51 s    |
| 9.º | Nikodemus Holler    | Bike Aid                    | + 2 min 00 s    |
| 10.º | Simone Ponzi        | CCC Sprandi Polkowice       | + 2 min 00 s    |

| \| Clasificación general \| Clasificación general \| Clasificación general \| Clasificación general \| Clasificación general \| \| Ciclista \| Ciclista \| Equipo \| Tiempo \| \| \| --------------------- \| --------------------- \| --------------------------- \| --------------------- \| --------------------- \| \| 1.º \| Egan Bernal \| Androni-Sidermec-Bottecchia \| 14 h 57 min 32 s \| \| \| 2.º \| Colin Stüssi \| Roth-Akros \| + 1 min 25 s \| \| \| 3.º \| Valentin Baillifard \| Roth-Akros \| + 1 min 33 s \| \| \| 4.º \| Jonathan Clarke \| UnitedHealthcare \| + 1 min 36 s \| \| \| 5.º \| Marco Tizza \| GM Europa Ovini \| + 1 min 46 s \| \| \| 6.º \| Cristian Raileanu \| Differdange-Losch \| + 1 min 46 s \| \| \| 7.º \| Simone Ponzi \| CCC Sprandi Polkowice \| + 1 min 49 s \| \| \| 8.º \| Ettore Carlini \| D'Amico-Utensilnord \| + 1 min 50 s \| \| \| 9.º \| Antonio Parrinello \| GM Europa Ovini \| + 1 min 55 s \| \| \| 10.º \| Maxim Rusnac \| Differdange-Losch \| + 2 min 04 s \| \| |                     |                             |                  |
| |                     |                             |                  |
| |                     |                             |                  |
| Clasificación general |                     |                             |                  |
| Ciclista | Ciclista            | Equipo                      | Tiempo           |
| 1.º | Egan Bernal         | Androni-Sidermec-Bottecchia | 14 h 57 min 32 s |
| 2.º | Colin Stüssi        | Roth-Akros                  | + 1 min 25 s     |
| 3.º | Valentin Baillifard | Roth-Akros                  | + 1 min 33 s     |
| 4.º | Jonathan Clarke     | UnitedHealthcare            | + 1 min 36 s     |
| 5.º | Marco Tizza         | GM Europa Ovini             | + 1 min 46 s     |
| 6.º | Cristian Raileanu   | Differdange-Losch           | + 1 min 46 s     |
| 7.º | Simone Ponzi        | CCC Sprandi Polkowice       | + 1 min 49 s     |
| 8.º | Ettore Carlini      | D'Amico-Utensilnord         | + 1 min 50 s     |
| 9.º | Antonio Parrinello  | GM Europa Ovini             | + 1 min 55 s     |
| 10.º | Maxim Rusnac        | Differdange-Losch           | + 2 min 04 s     |

### 4.ª etapa
| \| Clasificación de la etapa \| Clasificación de la etapa \| Clasificación de la etapa \| Clasificación de la etapa \| Clasificación de la etapa \| \| Ciclista \| Ciclista \| Equipo \| Tiempo \| \| \| ------------------------- \| ------------------------- \| --------------------------- \| ------------------------- \| ------------------------- \| \| 1.º \| Eduard-Michael Grosu \| Rumania \| 3 h 21 min 24 s \| \| \| 2.º \| Maciej Paterski \| CCC Sprandi Polkowice \| + 0 s \| \| \| 3.º \| Francesco Gavazzi \| Androni-Sidermec-Bottecchia \| + 0 s \| \| \| 4.º \| Andrea Palini \| Androni-Sidermec-Bottecchia \| + 0 s \| \| \| 5.º \| Edwin Ávila \| Illuminate \| + 0 s \| \| \| 6.º \| Nicklas Pedersen \| Giant-Castelli \| + 0 s \| \| \| 7.º \| Gašper Katrašnik \| Adria Mobil \| + 0 s \| \| \| 8.º \| Angelo Raffaele \| D'Amico-Utensilnord \| + 0 s \| \| \| 9.º \| Daniel Jaramillo \| UnitedHealthcare \| + 0 s \| \| \| 10.º \| Fabio Tommassini \| D'Amico-Utensilnord \| + 0 s \| \| |                      |                             |                 |
| |                      |                             |                 |
| |                      |                             |                 |
| Clasificación de la etapa |                      |                             |                 |
| Ciclista | Ciclista             | Equipo                      | Tiempo          |
| 1.º | Eduard-Michael Grosu | Rumania                     | 3 h 21 min 24 s |
| 2.º | Maciej Paterski      | CCC Sprandi Polkowice       | + 0 s           |
| 3.º | Francesco Gavazzi    | Androni-Sidermec-Bottecchia | + 0 s           |
| 4.º | Andrea Palini        | Androni-Sidermec-Bottecchia | + 0 s           |
| 5.º | Edwin Ávila          | Illuminate                  | + 0 s           |
| 6.º | Nicklas Pedersen     | Giant-Castelli              | + 0 s           |
| 7.º | Gašper Katrašnik     | Adria Mobil                 | + 0 s           |
| 8.º | Angelo Raffaele      | D'Amico-Utensilnord         | + 0 s           |
| 9.º | Daniel Jaramillo     | UnitedHealthcare            | + 0 s           |
| 10.º | Fabio Tommassini     | D'Amico-Utensilnord         | + 0 s           |

## Clasificaciones finales
Las clasificaciones finalizaron de la siguiente forma:

### Clasificación general
| \| Clasificación general \| Clasificación general \| Clasificación general \| Clasificación general \| Clasificación general \| \| Ciclista \| Ciclista \| Equipo \| Tiempo \| \| \| --------------------- \| --------------------- \| --------------------------- \| --------------------- \| --------------------- \| \| 1.º \| Egan Bernal \| Androni-Sidermec-Bottecchia \| 18 h 18 min 56 s \| \| \| 2.º \| Colin Stüssi \| Roth-Akros \| + 1 min 40 s \| \| \| 3.º \| Valentin Baillifard \| Roth-Akros \| + 2 min 15 s \| \| \| 4.º \| Jonathan Clarke \| UnitedHealthcare \| + 2 min 17 s \| \| \| 5.º \| Marco Tizza \| GM Europa Ovini \| + 2 min 39 s \| \| \| 6.º \| Cristian Raileanu \| Differdange-Losch \| + 3 min 35 s \| \| \| 7.º \| Simone Ponzi \| CCC Sprandi Polkowice \| + 3 min 55 s \| \| \| 8.º \| Ettore Carlini \| D'Amico-Utensilnord \| + 4 min 07 s \| \| \| 9.º \| Antonio Parrinello \| GM Europa Ovini \| + 4 min 23 s \| \| \| 10.º \| Maxim Rusnac \| Differdange-Losch \| + 4 min 24 s \| \| |                     |                             |                  |
| |                     |                             |                  |
| |                     |                             |                  |
| Clasificación general |                     |                             |                  |
| Ciclista | Ciclista            | Equipo                      | Tiempo           |
| 1.º | Egan Bernal         | Androni-Sidermec-Bottecchia | 18 h 18 min 56 s |
| 2.º | Colin Stüssi        | Roth-Akros                  | + 1 min 40 s     |
| 3.º | Valentin Baillifard | Roth-Akros                  | + 2 min 15 s     |
| 4.º | Jonathan Clarke     | UnitedHealthcare            | + 2 min 17 s     |
| 5.º | Marco Tizza         | GM Europa Ovini             | + 2 min 39 s     |
| 6.º | Cristian Raileanu   | Differdange-Losch           | + 3 min 35 s     |
| 7.º | Simone Ponzi        | CCC Sprandi Polkowice       | + 3 min 55 s     |
| 8.º | Ettore Carlini      | D'Amico-Utensilnord         | + 4 min 07 s     |
| 9.º | Antonio Parrinello  | GM Europa Ovini             | + 4 min 23 s     |
| 10.º | Maxim Rusnac        | Differdange-Losch           | + 4 min 24 s     |

### Clasificación por puntos
| Clasificación por puntos | Clasificación por puntos | Clasificación por puntos    | Clasificación por puntos | Clasificación por puntos |
| Ciclista                 | Ciclista                 | Equipo                      | Puntos                   |                          |
| ------------------------ | ------------------------ | --------------------------- | ------------------------ | ------------------------ |
| 1.º                      | Egan Bernal              | Androni-Sidermec-Bottecchia | 50 pts                   |                          |
| 2.º                      | Eduard-Michael Grosu     | Rumania                     | 45 pts                   |                          |
| 3.º                      | Colin Stüssi             | Roth-Akros                  | 43 pts                   |                          |
| 4.º                      | Edwin Ávila              | Illuminate                  | 37 pts                   |                          |
| 5.º                      | Simone Ponzi             | CCC Sprandi Polkowice       | 27 pts                   |                          |
| 6.º                      | Jonathan Clarke          | UnitedHealthcare            | 26 pts                   |                          |
| 7.º                      | Valentin Baillifard      | Roth-Akros                  | 26 pts                   |                          |
| 8.º                      | Cristian Raileanu        | Differdange-Losch           | 26 pts                   |                          |
| 9.º                      | Andrea Palini            | Androni-Sidermec-Bottecchia | 24 pts                   |                          |
| 10.º                     | Nicklas Pedersen         | Giant-Castelli              | 22 pts                   |                          |

### Clasificación de las metas volantes
| Clasificación de las metas volantes | Clasificación de las metas volantes | Clasificación de las metas volantes        | Clasificación de las metas volantes | Clasificación de las metas volantes |
| Ciclista                            | Ciclista                            | Equipo                                     | Puntos                              |                                     |
| ----------------------------------- | ----------------------------------- | ------------------------------------------ | ----------------------------------- | ----------------------------------- |
| 1.º                                 | Damian Lüscher                      | Roth-Akros                                 | 9 pts                               |                                     |
| 2.º                                 | Nicolás Tivani                      | Unieuro Trevigiani-Hemus 1896              | 9 pts                               |                                     |
| 3.º                                 | Moritz Fußnegger                    | 0711/Cycling                               | 7 pts                               |                                     |
| 4.º                                 | Edwin Ávila                         | Illuminate                                 | 6 pts                               |                                     |
| 5.º                                 | Griffin Easter                      | Illuminate                                 | 6 pts                               |                                     |
| 6.º                                 | Ivar Slik                           | Monkey Town Continental                    | 4 pts                               |                                     |
| 7.º                                 | Joris Blokker                       | Monkey Town Continental                    | 3 pts                               |                                     |
| 8.º                                 | Rick van Breda                      | Monkey Town Continental                    | 3 pts                               |                                     |
| 9.º                                 | Daniel Crista                       | Christina Jewelry-Kuma p/b Officine Mattio | 3 pts                               |                                     |
| 10.º                                | Cameron Piper                       | Illuminate                                 | 3 pts                               |                                     |

### Clasificación de la montaña
| Clasificación de la montaña | Clasificación de la montaña | Clasificación de la montaña | Clasificación de la montaña | Clasificación de la montaña |
| Ciclista                    | Ciclista                    | Equipo                      | Puntos                      |                             |
| --------------------------- | --------------------------- | --------------------------- | --------------------------- | --------------------------- |
| 1.º                         | Moritz Fußnegger            | 0711/Cycling                | 45 pts                      |                             |
| 2.º                         | Egan Bernal                 | Androni-Sidermec-Bottecchia | 32 pts                      |                             |
| 3.º                         | Colin Stüssi                | Roth-Akros                  | 26 pts                      |                             |
| 4.º                         | Edwin Ávila                 | Illuminate                  | 18 pts                      |                             |
| 5.º                         | Valentin Baillifard         | Roth-Akros                  | 16 pts                      |                             |
| 6.º                         | Jonathan Clarke             | UnitedHealthcare            | 16 pts                      |                             |
| 7.º                         | Cristian Raileanu           | Differdange-Losch           | 16 pts                      |                             |
| 8.º                         | Cameron Piper               | Illuminate                  | 16 pts                      |                             |
| 9.º                         | Francesco Canepa            | GM Europa Ovini             | 16 pts                      |                             |
| 10.º                        | Ettore Carlini              | D'Amico-Utensilnord         | 12 pts                      |                             |

### Clasificación de los jóvenes
| Clasificación del mejor joven | Clasificación del mejor joven | Clasificación del mejor joven | Clasificación del mejor joven | Clasificación del mejor joven |
| Ciclista                      | Ciclista                      | Equipo                        | Tiempo                        |                               |
| ----------------------------- | ----------------------------- | ----------------------------- | ----------------------------- | ----------------------------- |
| 1.º                           | Egan Bernal                   | Androni-Sidermec-Bottecchia   | 18 h 19 min 33 s              |                               |
| 2.º                           | Salim Kipkemboi               | Bike Aid                      | + 20 min 46 s                 |                               |
| 3.º                           | Ján Andrej Cully              | Dukla Banská Bystrica         | + 21 min 20 s                 |                               |
| 4.º                           | Jan Hugger                    | 0711/Cycling                  | + 33 min 11 s                 |                               |
| 5.º                           | Gašper Katrašnik              | Adria Mobil                   | + 36 min 20 s                 |                               |
| 6.º                           | Rasmus Byriel Iversen         | Giant-Castelli                | + 40 min 12 s                 |                               |
| 7.º                           | Dilmurdjon Siddikov           | Unieuro Trevigiani-Hemus 1896 | + 41 min 36 s                 |                               |
| 8.º                           | Leonardo Canepa               | GM Europa Ovini               | + 43 min 19 s                 |                               |
| 9.º                           | Sergio Vega                   | Unieuro Trevigiani-Hemus 1896 | + 43 min 51 s                 |                               |
| 10.º                          | Nicolás Tivani                | Unieuro Trevigiani-Hemus 1896 | + 47 min 29 s                 |                               |

### Clasificación por equipos
| Clasificación por equipos | Clasificación por equipos | Clasificación por equipos | Clasificación por equipos |
| Equipo                    | Equipo                    | Tiempo                    |                           |
| ------------------------- | ------------------------- | ------------------------- | ------------------------- |
| 1.º                       | Roth-Akros                | 55 h 07 min 13 s          |                           |
| 2.º                       | Differdange-Losch         | + 1 min 55 s              |                           |
| 3.º                       | GM Europa Ovini           | + 4 min 51 s              |                           |
| 4.º                       | UnitedHealthcare          | + 8 min 48 s              |                           |
| 5.º                       | D'Amico-Utensilnord       | + 14 min 36 s             |                           |
| 6.º                       | Bike Aid                  | + 18 min 20 s             |                           |
| 7.º                       | CCC Sprandi Polkowice     | + 24 min 07 s             |                           |
| 8.º                       | Androni Giocattoli        | + 46 min 17 s             |                           |
| 9.º                       | Adria Mobil               | + 53 min 50 s             |                           |
| 10.º                      | Team Illuminate           | + 54 min 14 s             |                           |